# Kontikia atrata
Kontikia atrata är en plattmaskart som först beskrevs av Steel 1897.  Kontikia atrata ingår i släktet Kontikia och familjen Geoplanidae. Inga underarter finns listade i Catalogue of Life.